# Pias (Cinfães)
A aldeia de Pias (do nome comum "pia", rupestres ou cavadas na rocha; o povoamento deve-se à arroteia no local) é uma povoação da freguesia e município de Cinfães, situada num vale entre 150 e 200 metros de altitude na margem esquerda de um dos rios mais limpos da Europa, o Rio Bestança e a sul do Rio Douro.

## História

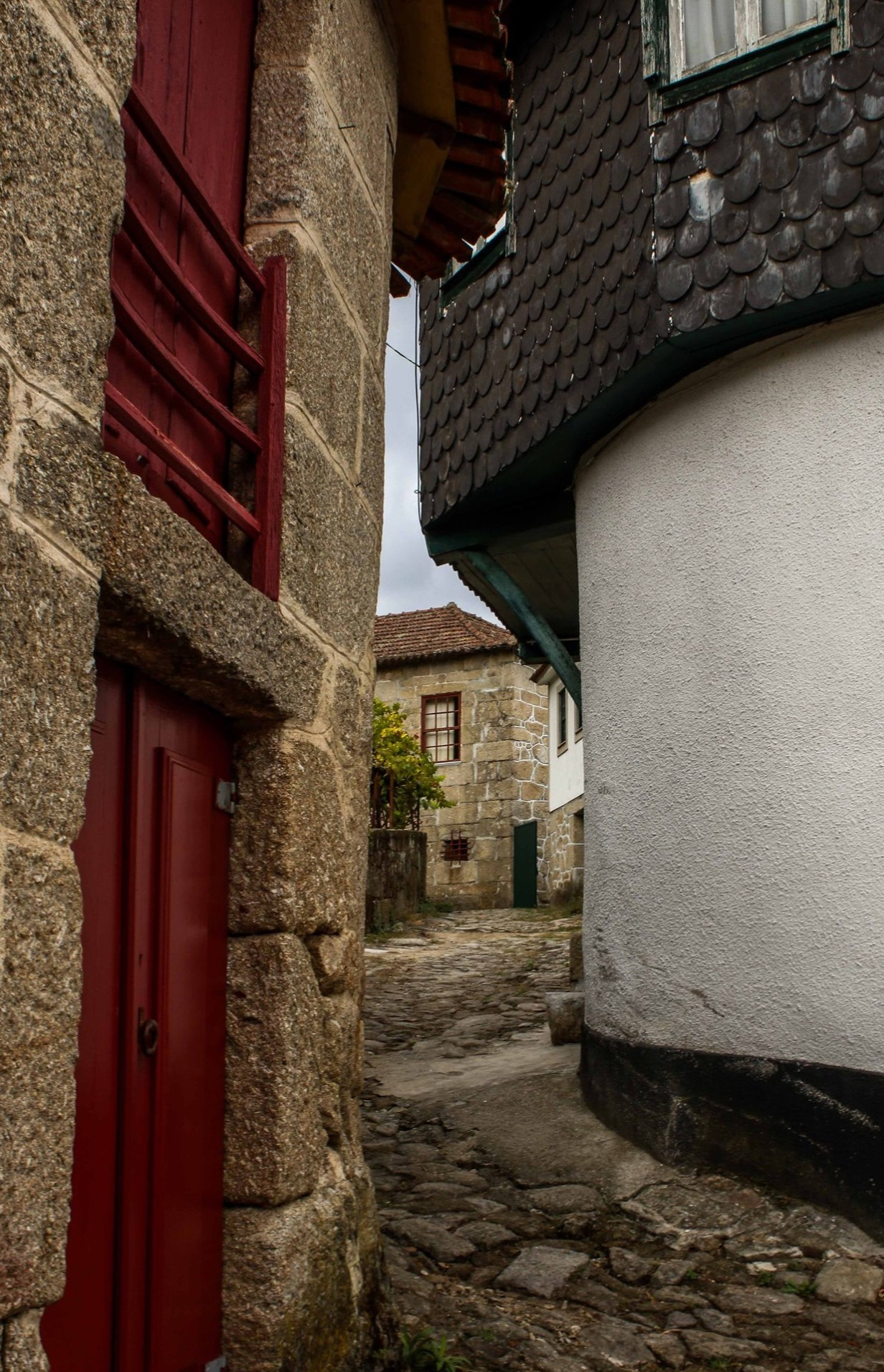
Ruas de Pias

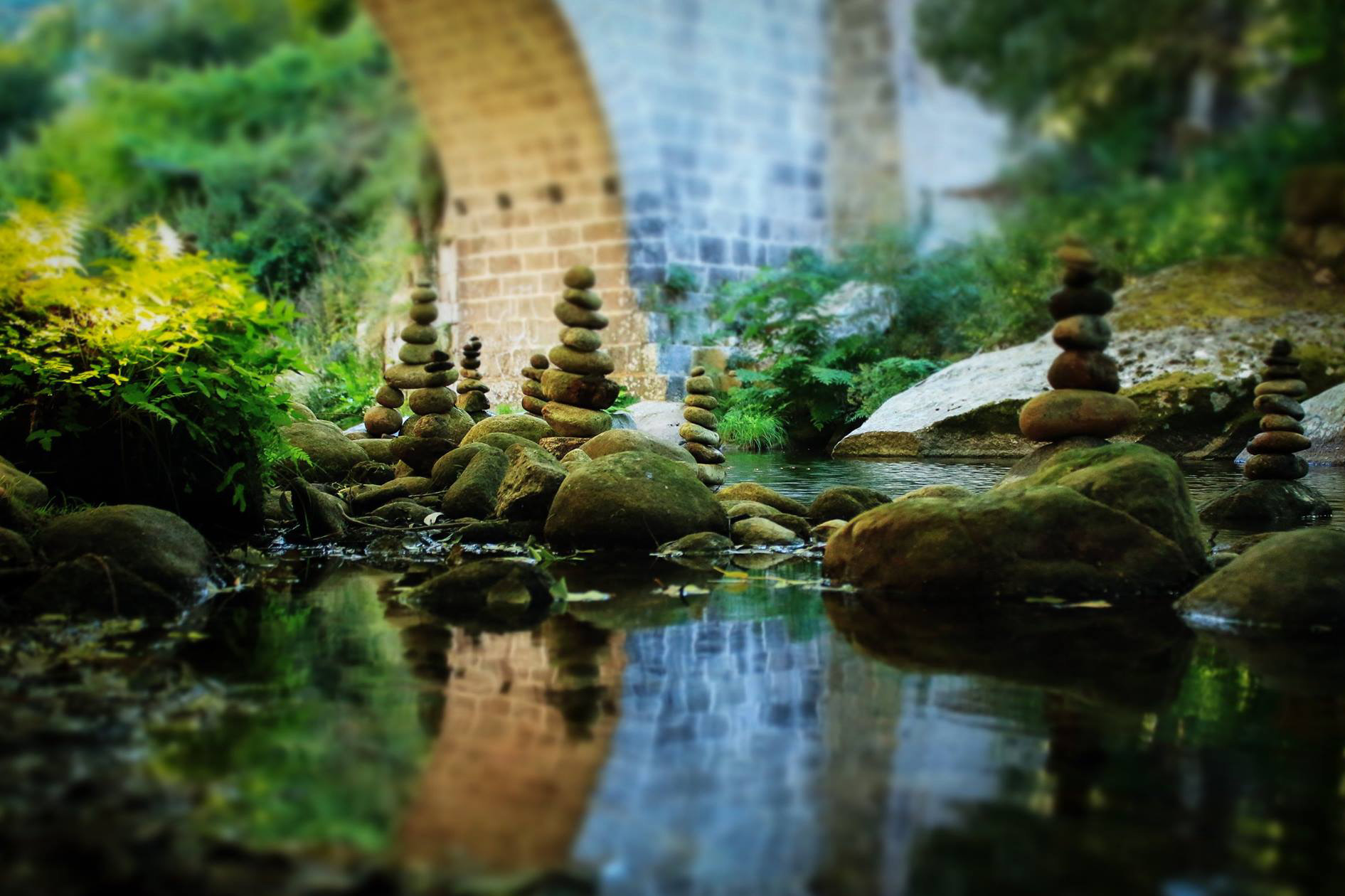
Ponte de Pias no Rio Bestança

A proximidade do rio e o facto de ter sido edificada uma ponte na Idade Média, determinaram a prosperidade da aldeia, já que a agricultura foi sempre a atividade principal da localidade.
Pias terá sido uma povoação importante e atrativa para todas as classes sociais, como se pode constatar pela existência de algumas importantes casas senhoriais, ao lado das quais se aninham alguns notáveis exemplares de genuína arquitetura popular.
Candidata às 7 Maravilhas de Portugal em 2017, a povoação é rica em tradições, onde sobressai o folclore com o Grupo Folclórico Cantas e Cramóis de Pias e o Grupo Folclórico de Pias, mantém a prática de agricultura, as tradições religiosas, preserva também a sua gastronomia e muito das suas gentes.

## Património

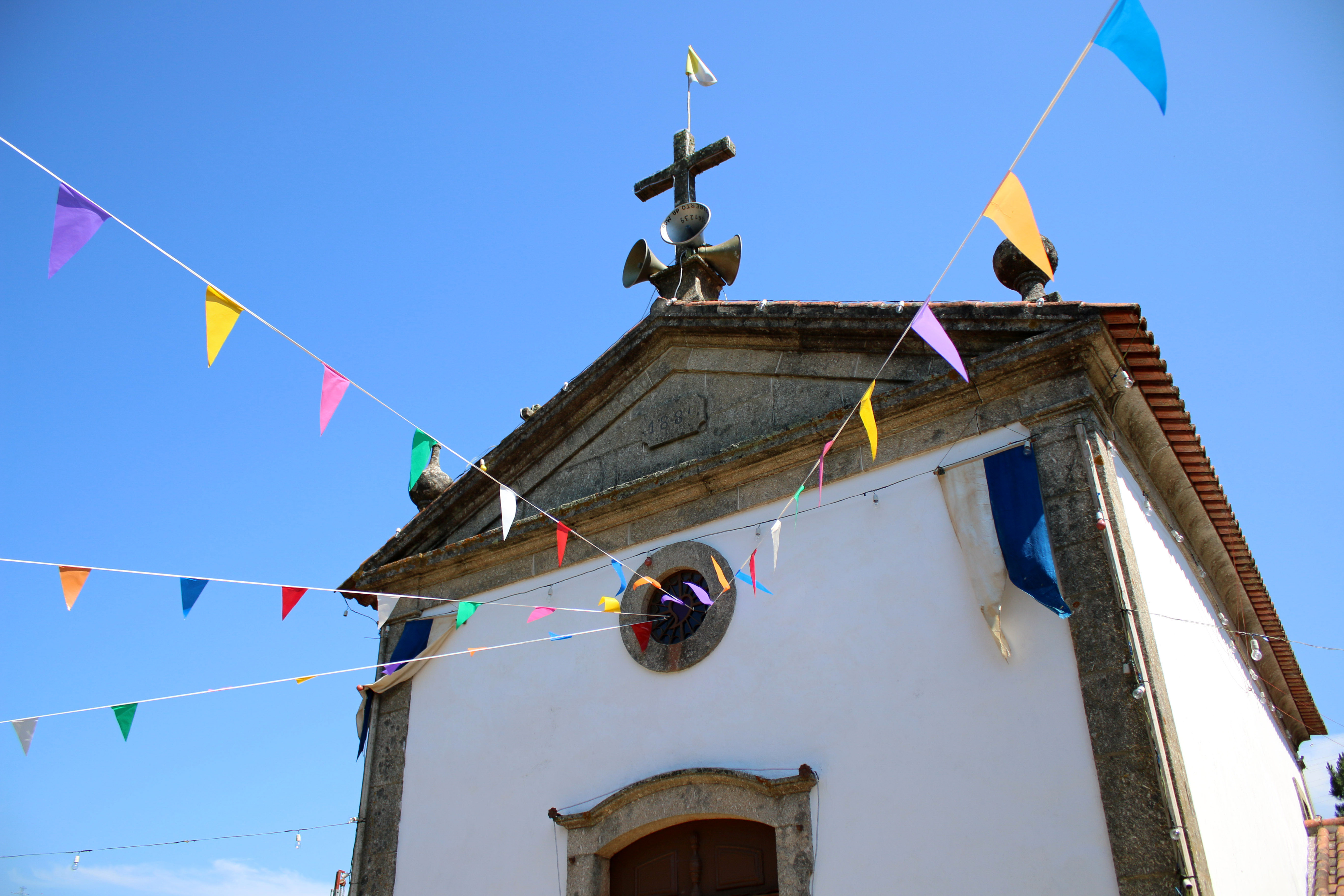
Capela de Nossa Senhora do Sagrado Coração de Jesus

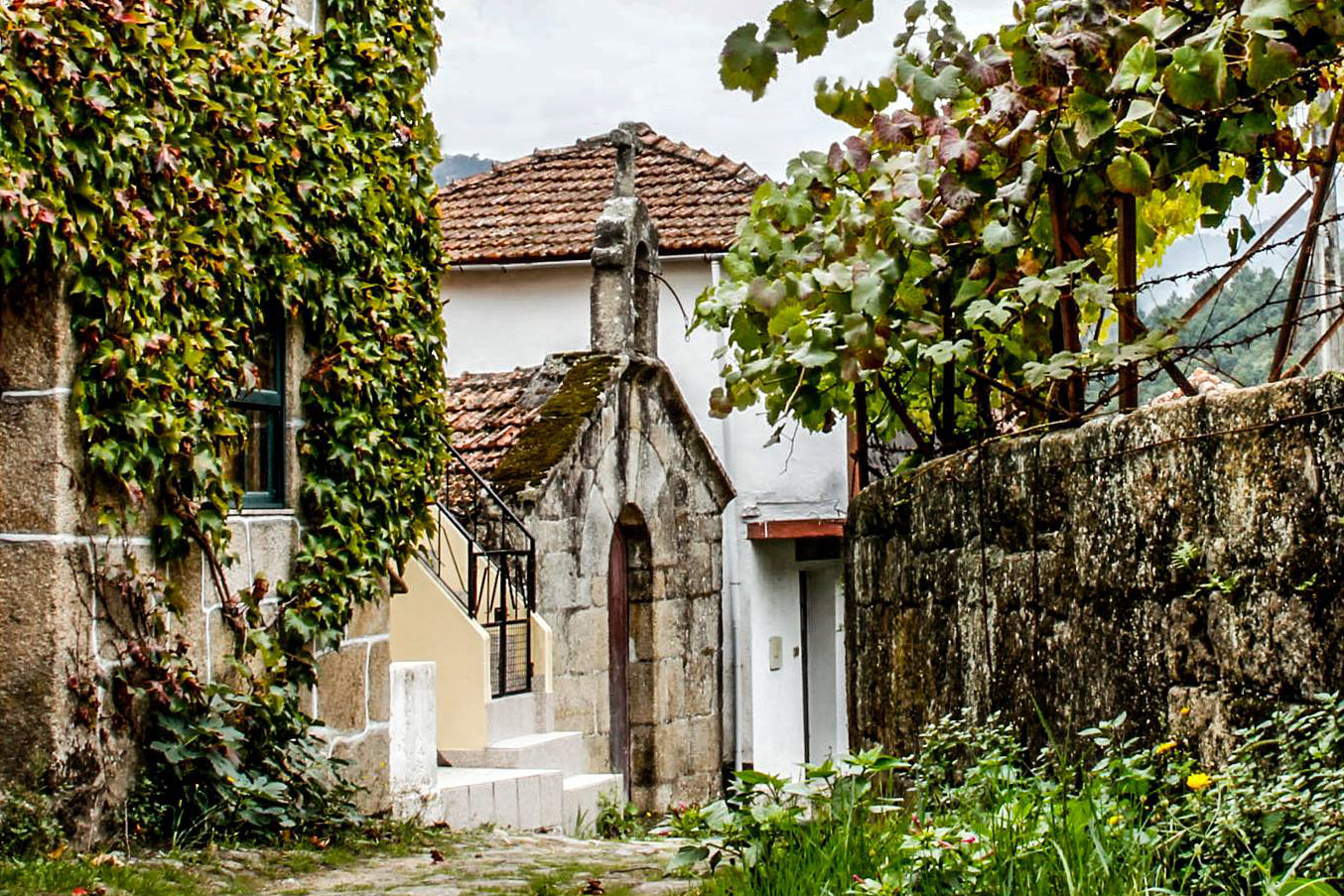
Capela de São Gonçalo

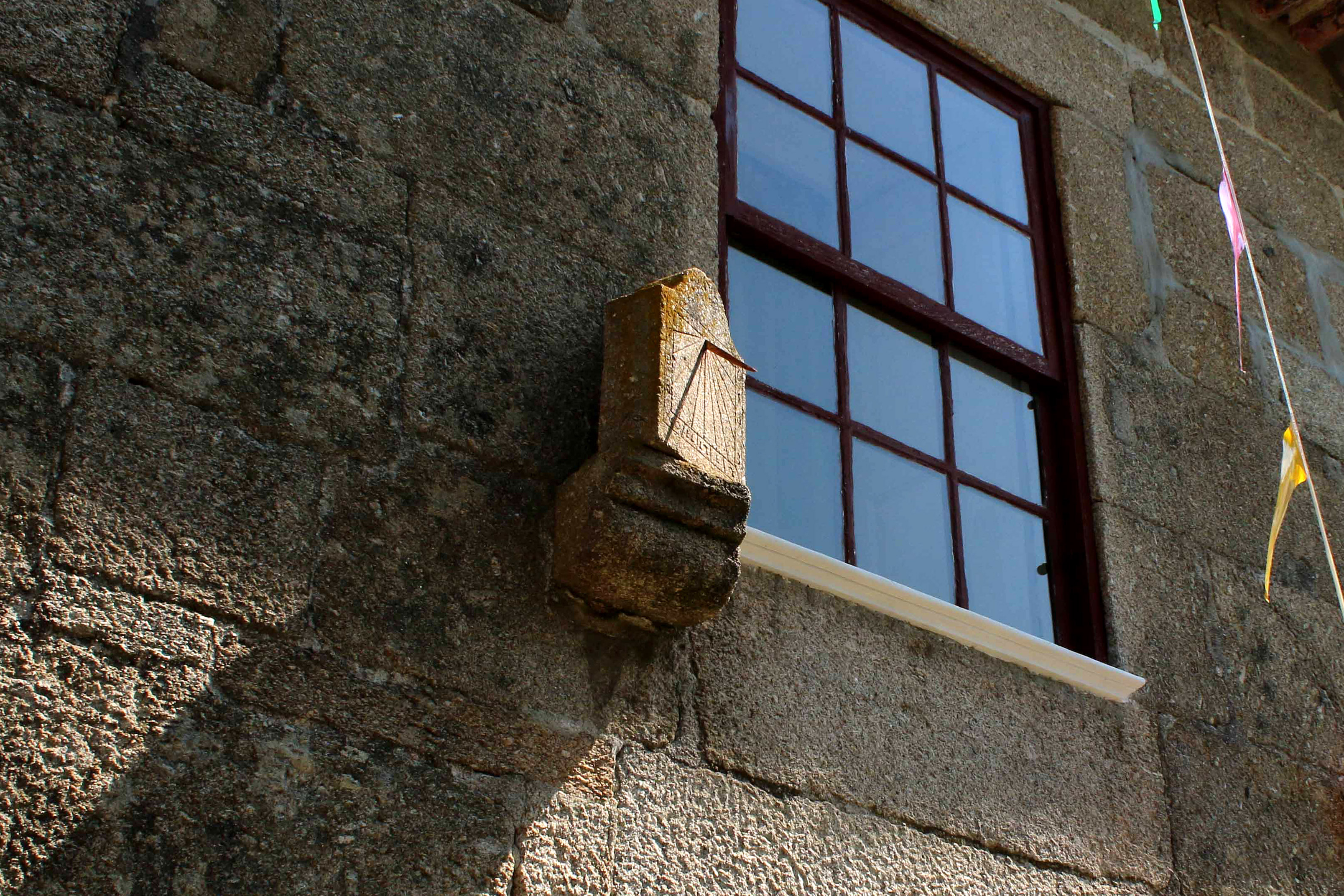
Relógio do Sol

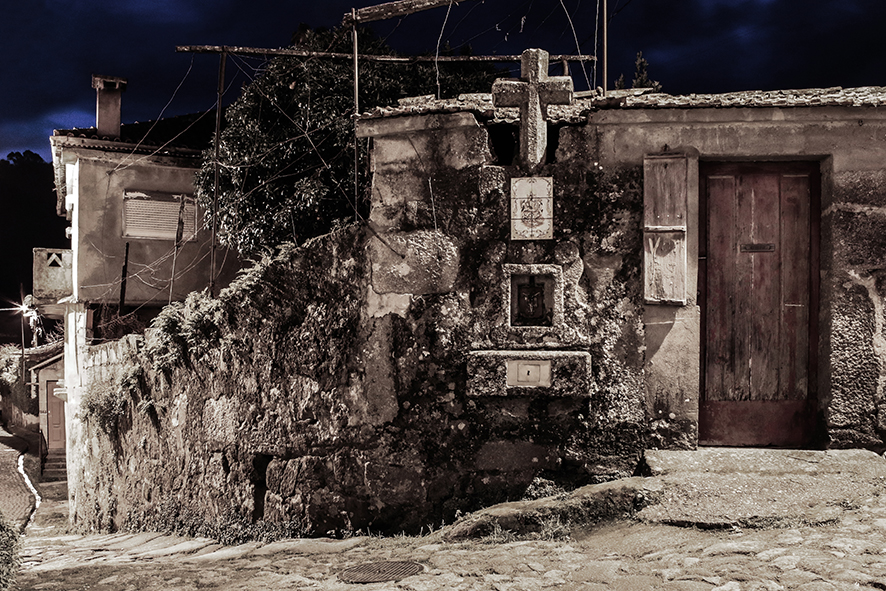
Alminhas e levada de água

Do património construído destaca-se:
- Ruas pitorescas de lajedo granítico;
- Exemplares de genuína arquitetura popular e casas senhoriais;
- Levada de água que atravessa toda a povoação;
- Calçada típica;
- Relógio de sol;
- Alminhas;
- Capela de Nossa Senhora do Sagrado Coração de Jesus;
- Capela de São Gonçalo;
- Ponte de Pias;
- Moinhos;
- Centro de Interpretação Ambiental do Vale do Bestança.

## Ermidas
- Capela de S. Gonçalo: Fundada por Manuel Dias e por sua esposa Maria Francisca, conforme o seu testamento lavrado a 5 de Outubro de 1675. Com o respetivo registo na Câmara Eclesiástica, obteve autorização para abertura ao culto a 19 de Janeiro de 1678.

- Capela do Outeiro: A atual capela da invocação de Nossa Senhora foi executada no ano de 1880. Também credenciada a festa que, no terceiro Domingo de Julho, se fazia sempre na Capela do Outeiro, lugar das Pias.

## Santo padroeiro
Nossa Senhora do Sagrado Coração de Jesus.

## Gastronomia
- Cabrito ou Anho Assado com arroz no Forno;
- Torresmos à moda de Cinfães;
- Sopa seca;
- Arroz de Cabidela;
- Arroz de Costelas e Tronchuda;
- Cozido à Portuguesa;
- Painças;
- Matulos.

## Tradições / festas típicas
- Cantares de Reis e Janeiras;
- Entrudo de Pias;
- Páscoa;
- Travessuras de São João;
- Festa em Honra do Santo Padroeiro;
- Vindimas;
- Magustos;
- Desfolhadas;
- Matança do porco;
- Cozer o pão;
- Presépio de Rua;
- Enterro do Ano Velho.

## Lendas
- Bruxas e Lobisomens;
- Casas assombradas;
- Mouras encantadas;
- Lenda do Poço Negro;
- Lenda dos Túneis do Outeiro;
- Lenda do morto que se voltou;
- Lenda do Corredor do Fado.